# Midilli (Schiff)
Die Midilli war ein Kreuzer der osmanischen Marine, der im Ersten Weltkrieg eingesetzt wurde. Ursprünglich wurde das Schiff als Kleiner Kreuzer Breslau für die deutsche Kaiserliche Marine gebaut. 1914 ging er in den Dienst der osmanischen Marine über und wurde in Midilli umbenannt. Der Kreuzer sank 1918 nach Minentreffern vor Imbros.

## Geschichte
Der Stapellauf der Breslau erfolgte am 16. Mai 1911 auf der Werft AG Vulcan in Stettin. Am 10. Mai 1912 begannen die Probefahrten des Schiffes.

### Vorkriegseinsätze
Schon während der Probefahrten diente der neue Kreuzer der Kaiseryacht Hohenzollern als Begleitschiff während der Kieler Woche und bei der folgenden Nordlandreise des Kaisers bis zum 23. August. Noch im Probefahrtverhältnis wurde sie Begleitkreuzer des Kaisers bei den Herbstmanövern der Hochseeflotte im September und trat erst am 26. September zu den Aufklärungsstreitkräften.
Schon am 3. November schied die Breslau dort wieder aus und trat mit dem Großen Kreuzer Goeben zur wegen des Ersten Balkankrieges neugebildeten Mittelmeerdivision unter der Führung des Konteradmirals Konrad Trummler, des bisherigen zweiten Admirals des I. Geschwaders. Nach Übernahme der Ausrüstung in Kiel verließen beide Schiffe am 5. November 1912 Wilhelmshaven und erreichten am 13. November Malta. Vier weitere Schiffe bildeten zu diesem Zeitpunkt die Mittelmeerdivision: der Kleine Kreuzer Geier, die beiden Schulkreuzer Hertha und Vineta sowie der Stationstender Loreley. Während das Flaggschiff nach Konstantinopel ging, wo sich die Loreley befand und wohin auch die Vineta befohlen wurde, lief die Breslau  nach Alexandria, wo sie mit den beiden anderen Schiffen der Division (Hertha und Geier) zusammentraf. Sie lief dann mehrere Häfen der Ägäis an und schließlich auch Konstantinopel. Nach der Ermordung des griechischen Königs Georg I. durch einen Attentäter holte sie am 25. März 1913 in Brindisi den Prinzen Ernst August von Cumberland, den künftigen Schwiegersohn des Kaisers, und dann in Korfu den Prinzen Heinrich von Preußen, den Bruder des Kaisers, zur Teilnahme an den Beisetzungsfeierlichkeiten ab.
Ab dem 10. April 1913 nahm sie dann an der internationalen Blockade der Küste Montenegros teil. Gleichzeitig sollte der internationale Einsatz Montenegro an einer Besetzung Skutaris hindern, das an Albanien fallen sollte. 100 Mann der Breslau wurden auf einem italienischen Dampfer als Landkontingent auf der Bojana dorthin entsandt. Nach längerem Streit in der internationalen Kommission wurde im Mai der Kommandant der Breslau, Fregattenkapitän Leberecht von Klitzing, zum Zivilkommissar des von den Türken geräumten Gebietes ernannt. In Vertretung von Kapitänleutnant Wilfried von Loewenfeld geführt, holte die Breslau am 30. Juni im österreichischen Flottenstützpunkt Pola das aus den Seebataillonen gebildete Skutari-Detachement ab und nahm am 6. Juli das aus der eigenen Mannschaft gebildete Landkommando wieder an Bord. Von der Geier abgelöst, marschierte der Kreuzer vom 6. bis 10. August 1913 nach Konstantinopel, wo er bis zum 27. Oktober verblieb. Den Jahreswechsel 1913/1914 verbrachte er in Messina.
Im Januar 1914 war die Breslau nochmals vor der Bojana-Mündung und ging anschließend zur Generalüberholung bis zum 18. März nach Triest. Zusammen mit dem Flaggschiff Goeben der Mittelmeerdivision, die seit Oktober 1913 von Konteradmiral Wilhelm Souchon befehligt wurde, begleitete sie ab dem 27. März 1914 die Kaiseryacht Hohenzollern ab Venedig nach Korfu. Am 4. Mai trennten sich die Schiffe und die Breslau nahm den Patrouillendienst in der Ägäis wieder auf. Am 5. Juni traf sie mit der Goeben in Alexandria zusammen und erhielt den Befehl, die Lage in Albanien zu beobachten, wo der deutsche Prinz Wilhelm zu Wied zum Fürsten gewählt worden war. Ab dem 20. Juni lag sie dann vor Durazzo und stellte auch zehn Mann zum Schutz des Konsulats an Land ab. Am 8. Juli 1914 traf sie sich erneut mit der Goeben vor Korfu, damit Admiral Souchon die Lage mit seinen Kommandanten besprechen und Verabredungen für einen Kriegsfall treffen konnte, da sich am 28. Juni das Attentat von Sarajevo ereignet hatte. So nahm die Breslau am 1. August in Durazzo ihr Landkommando an Bord. Ein weiteres deutsches Marineinfanterie-Detachment in Skutari marschierte mit dem bataillonsgroßen Sicherungsdetachment der Österreicher vom 4. bis 6. August 1914 in einem Fußmarsch von 45 km nach San Giovanni di Medua, wo der österreichische Dampfer Sophie von Hohenberg beide Einheiten aufnahm und noch am selben Tag nach Castelnuovo in Montenegro brachte. Die Breslau lief vereinbarungsgemäß erst nach Brindisi, um ein Bekohlen der Goeben dort weitestgehend vorzubereiten. Zur Unterstützung des deutschen Konsuls und zur weiteren Vorbereitung wurde einer der jüngsten Offiziere der Breslau, der damalige Leutnant zur See Karl Dönitz, dort zurückgelassen. Dann lief sie weiter nach Messina, wo am Abend des 2. August 1914 auch die Goeben eintraf. Dönitz kehrte wieder auf die Breslau zurück.

### Einsätze im Ersten Weltkrieg

#### Erster Einsatz

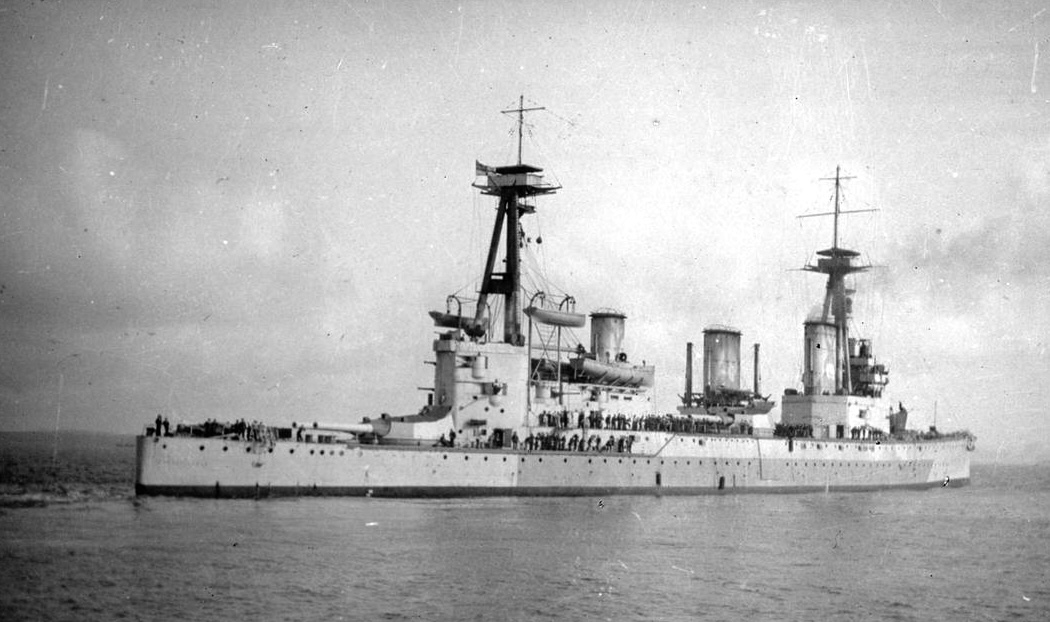
Die Indefatigable

Die Goeben und die Breslau waren nach Messina gelaufen, weil dies die Dreibundplanung für einen Kriegsfall vorsah. Der Divisionschef, Vizeadmiral Souchon, erwartete nach seinen Gesprächen mit den Österreichern und den Italienern kein Zusammentreffen mit Kriegsschiffen der Verbündeten, da er von einer Neutralität Italiens ausging und diese in der Haltung zu seinen Versorgungsversuchen in den anderen Häfen schon fast feindlich empfunden hatte. Auch wusste er vom Befehlshaber der Österreichischen Marine, Admiral Anton Haus, dass die Österreicher sich vorerst völlig auf den Krieg gegen Serbien und Russland konzentrieren und eine Ausweitung des Konfliktes nicht provozieren wollten. Die Deutschen hatten für ihre Mittelmeerdivision als ersten Einsatz die Behinderung französischer Truppenbewegungen aus Algerien ins Mutterland vorgesehen und lediglich eine Unterstützung durch leichte Seestreitkräfte (Kreuzer und Zerstörer) von ihren Verbündeten erwartet. Nach Versorgung (Übernahme von Kohlen von im Hafen liegenden deutschen Handelsschiffen) verließen die beiden deutschen Schiffe am 3. August gegen 1 Uhr Messina und liefen entlang der Nordküste Siziliens und der Südspitze Sardiniens nach Algerien. Nach der inzwischen erfolgten Kriegserklärung an Frankreich beschoss am 4. August 1914 ab 06:08 Uhr die Goeben den Hafen von Philippeville und die Breslau ab Sonnenaufgang Bône in Algerien.

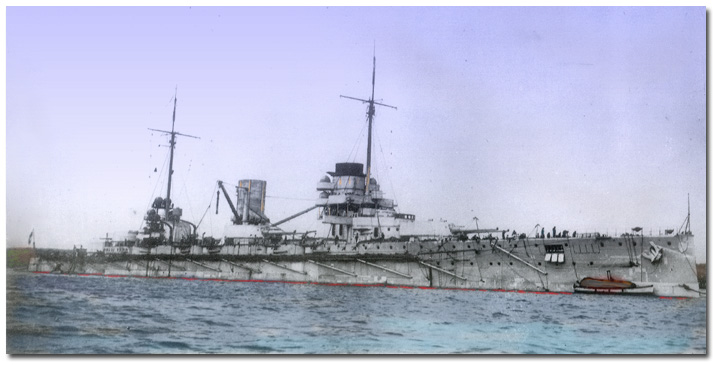
Die Goeben

Die französische Flotte war zu dieser Zeit auf dem Weg von Toulon nach Nordafrika. Nahe Menorca hatte sie sich in drei Kolonnen getrennt, die Philippeville, Algier und Oran anlaufen sollten. Die östlichste Gruppe nach Philippeville bestand aus dem 1. Linienschiffsgeschwader mit sechs Schiffen der Danton-Klasse, einer Division Panzerkreuzer und einer Zerstörer-Flottille und war zu weit entfernt, um eingreifen zu können. Zudem befahl der französische Oberbefehlshaber dieser Gruppe, zur Algier-Gruppe nach Westen zu stoßen, da er befürchte, die Deutschen würden weiter nach Westen marschieren. Diese liefen aber tatsächlich mit 17 Knoten zurück nach Messina, um ihre Kohlenvorräte aufzufüllen. Deren Einsatz war insofern erfolgreich, da der französische Oberbefehlshaber den Truppentransport erst einmal untersagte und die Bildung von Geleitzügen anordnete, die erst nach Eintreffen der Flotte in algerischen Häfen gebildet werden konnten.
Den Briten waren der Verbleib und die Planungen der Deutschen unklar. Sie hatten in den letzten Tagen ihre Mittelmeerflotte unter Admiral Archibald Berkeley Milne in Malta konzentriert. Sie verfügten über drei Schlachtkreuzer, vier Panzerkreuzer, vier Leichte Kreuzer der Town-Klasse und vierzehn Zerstörer. Da die Goeben bis vor kurzem noch in Pola repariert worden war und die Breslau auch vor der albanischen Küste gestanden hatte, erwarteten sie einen Zusammenschluss der Mittelmeerdivision mit der Österreichisch-Ungarischen Kriegsmarine. Deren Blockade in der Adria war eine der Hauptaufgaben der britischen Marine zur Sicherung der Handelswege im östlichen Mittelmeer, während das westliche Mittelmeer von den Franzosen zu sichern war. Am 2. August wurde um 17:12 Uhr der Leichte Kreuzer Chatham zur Aufklärung Messinas entsandt, dann auch acht Zerstörer (in langsamer Fahrt, um mit dem eigenen Kohlenvorrat die Straße von Otranto zu erreichen), dann folgte der Leichte Kreuzer Gloucester, der die Zerstörer um 21:15 Uhr auf See einholte. Am 3. August meldete die Chatham um 7:30 Uhr, dass die Deutschen Messina verlassen hatten. Darauf folgte die Mehrzahl der Schiffe unter Admiral Ernest Troubridge Richtung Adria: Das 1. Kreuzergeschwader mit Troubridges Flaggschiff Defence und den Panzerkreuzern Warrior und Duke of Edinburgh, sowie als 2. Division die Schlachtkreuzer Indomitable und Indefatigable. Der Leichte Kreuzer Dublin wurde nach Biserta entsandt, um den Kontakt mit den Franzosen herzustellen. Um 20:47 Uhr erreichte Troubridge der Befehl, die Schlachtkreuzer nach Gibraltar abzustellen, um ein Ausbrechen der Deutschen aus dem Mittelmeer zu verhindern. Unter Captain Francis Kennedy von der Indomitable erhöhten sie ihre Geschwindigkeit von 14 auf 22 Knoten und liefen nach Westen.
Am 4. August um 10:32 Uhr begegneten sie den Deutschen nördlich von Bône auf dem Rückmarsch nach Messina. Da das Deutsche Reich und Großbritannien sich noch nicht im Krieg befanden, wendeten die britischen Schlachtkreuzer, um der Goeben zu folgen, die versuchte, mit Höchstfahrt zu entkommen. Allerdings erreichte sie mit ihren beschädigten Kesseln nur 22 bis 24 Knoten. Die schnellere Breslau versuchte mehrfach, durch seitliches Weglaufen die Briten auseinanderzuziehen, was nicht gelang. Die aus Biserta herbeibefohlene Dublin kam ab Mittag als weiterer Verfolger hinzu. Aber auch die britischen Schlachtkreuzer hatten Kesselprobleme. Die Goeben und die Breslau liefen ihnen stetig davon und ab 16:45 war nur noch die Dublin in Kontakt mit den Deutschen. Bei Nebel und einbrechender Dunkelheit verlor auch sie diesen um 19:37 Uhr vor Kap San Vito an der Nordküste Siziliens.
Die Breslau lief am 5. August um 5:15 Uhr in Messina ein, um die Kohlenübernahme vorzubereiten. Die Goeben folgte um 7:45 Uhr, nachdem Souchon über Funk noch drei Kohlendampfer für den Weg nach Konstantinopel bestellt hatte. Souchon ging davon aus, in Messina nicht Kohlen in ausreichender Menge zu bekommen. Inzwischen bestand auch Kriegszustand mit Großbritannien, und die italienischen Behörden machten gleich nach dem Einlaufen deutlich, dass die Neutralitätsvorschriften einzuhalten seien.

#### Verlegung in die Türkei

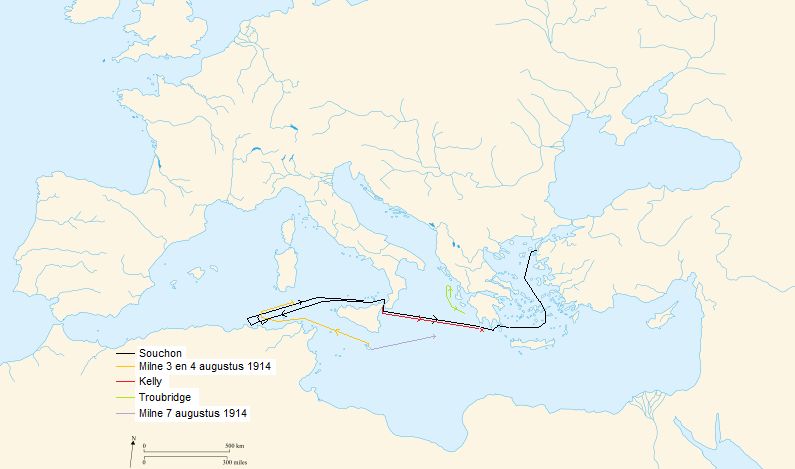
Verfolgung der Goeben und Breslau

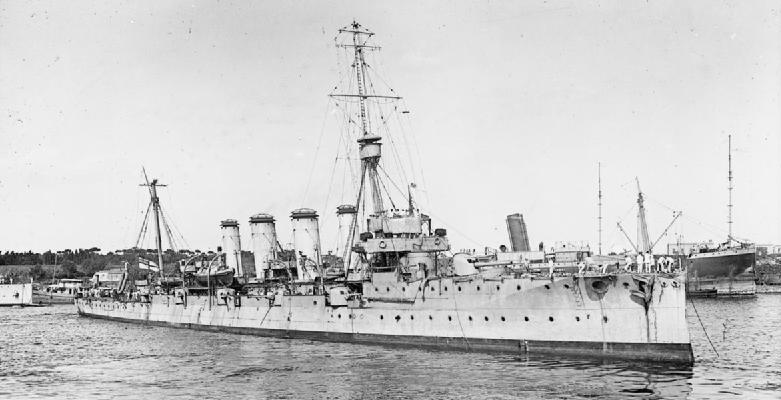
Gloucester, ähnlich Dublin

Die Deutschen versuchten, in Messina soviel Kohle wie irgend möglich zu laden. Allerdings stand ihnen nur die Kohle der im Hafen liegenden deutschen Schiffe zur Verfügung. Souchon hatte in Voraussicht der möglichen Probleme den auf der Höhe von Kreta stehenden Reichspostdampfer General der DOAL nach Messina zurückbeordert. Die Kohlenübernahme erwies sich als äußerst schwierig, da die Handelsschiffe nicht auf die Abgabe von Kohlen eingerichtet waren. Zum Teil mussten Löcher in die Decks geschnitten werden. Insgesamt konnten nur etwas über 1.500 t Kohlen übernommen werden. Die Deutschen gingen davon aus, dass sie den verfolgenden Briten davonlaufen mussten, um sich ihnen zu entziehen und Zeit für eine Bekohlung in der Ägäis zu gewinnen.
Die Briten erkannten die Absichten der Deutschen nicht. Der Oberbefehlshaber Archibald Berkeley Milne erwartete (er hatte falsche Hinweise auf das Vorhandensein von deutschen Kohlendampfern im Bereich der Balearen erhalten), dass sie erneut einen Angriff auf die Franzosen versuchen würden, und blieb mit den Schlachtkreuzern Inflexible und Indefatigable auf Sicherungsfahrt im Westen von Sizilien, um beide Angriffsrouten abdecken zu können, da die Anweisungen aus London ihn zur strengen Beachtung der italienischen Neutralität aufforderten. Seinen dritten Schlachtkreuzer, die Indomitable, hatte er nach Biserta zum Auffüllen des Kohlenvorrats entlassen. Eine Passage durch die Straße von Messina und die italienischen Hoheitsgewässer kam für ihn daher nicht in Betracht. Sein Untergebener Troubridge hielt einen Marsch in die Adria für wahrscheinlich. Schon in der Nacht zum 5. August hatte er mit seinen vier Panzerkreuzern (die zeitweise detachierte Black Prince war zu ihm gestoßen) und den Zerstörern die Deutschen gesucht, da er erst vier Stunden verspätet vom Einlaufen der Deutschen in Messina unterrichtet wurde. Bei Tage hatte er sich nach Osten an die griechische Küste zurückgezogen, da er dort Kohlendampfer erwartete und seine Zerstörer nur noch geringe Vorräte hatten. Direkt vor Messina stand nur die von Troubridge dort belassene Gloucester.
Am Abend des 6. August liefen die Deutschen gegen 17:00 Uhr aus. Die Gloucester unter Captain William A. Howard Kelly nahm sofort die Verfolgung auf und unterrichtete über Funk die beiden britischen Admirale. Die Deutschen bemühten sich, den Funkverkehr zu stören, was ihnen gelegentlich gelang. Sie liefen nach Nordosten entlang der italienischen Küste anscheinend Richtung Adria. Die britischen Schlachtkreuzer liefen erst nach Malta, um Kohlen zu ergänzen; Troubridges Verband vor der griechischen Küste nach Norden.
Die Breslau versuchte mehrfach, mit ihrer überlegenen Geschwindigkeit durch Kursänderungen die Gloucester von der Verfolgung der Goeben abzulenken, was nicht gelang. Sie konnte lediglich verhindern, dass diese sich in einer Position halten konnte, in der der Mond das Flaggschiff „ausleuchtete“. Um 23 Uhr änderte Souchon den Kurs und die beiden deutschen Schiffe liefen nun nach Südosten. Sie versuchten, die Funkmeldungen der Gloucester zu stören, was zum Teil gelang. Um 00:10 Uhr am 7. August wendete Troubridge mit seiner 1st Cruiser Squadron und lief mit den vier Panzerkreuzern nach Süden, um Breslau und Goeben in der Nacht abzufangen. Seine Zerstörer hatten immer noch unzureichende Kohlenbestände, um effektiv eingesetzt zu werden.

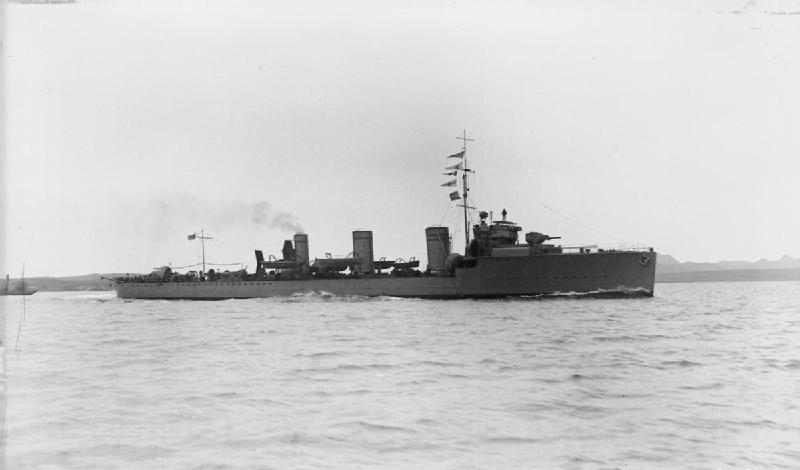
Zerstörer Beagle-Klasse

Die schärfste Waffe der Briten schien der Kreuzer Dublin unter Captain John D. Kelly (dem jüngeren Bruder des Kommandanten der Gloucester) zu sein, der nach der Verfolgung der Deutschen am 4. zum Auffüllen seiner Kohlenbestände nach Malta gegangen war und dies am 6. August, gegen 13:30 Uhr, mit den Zerstörern Beagle und Bulldog verlassen hatte, um Troubridges Verband zu verstärken. Sie sollten mit einem Torpedonachtangriff die Goeben stoppen. Mit Höchstfahrt liefen sie zu einem errechneten Schnittpunkt, der allerdings durch die verstümmelten Funksprüche der Gloucester und die von dieser übermittelten zu hohen Geschwindigkeit falsch war. Dennoch sichteten sie die Breslau (da sie es nicht geschafft hatten, vor sie zu geraten) und nahmen die Verfolgung auf. Um 02:42 Uhr brachen sie die Verfolgung der schnelleren Breslau ab, da die Goeben nach den Meldungen der Gloucester sich noch nördlicher und westlicher befand. Bis 03:30 Uhr setzte der Kommandant der Dublin, John Kelly, mit seinen Schiffen die Suche fort. Sie sichteten lediglich Dampfsäulen, die vermutlich zur Gloucester gehörten. Um 03:30 Uhr musste Kelly die Suche abbrechen, da der Kohlenbestand seiner Schiffe stark verringert und dadurch auch die Einsatzfähigkeit gefährdet war. Er setzt seine Fahrt zum Verband von Troubridge fort. Dieser Verband brach um 03:47 Uhr noch nahe der griechischen Küste und weit im Norden den Marsch nach Süden ab, da ein Nachtgefecht kaum noch möglich war und er bei Tag keine Chance gegen die Goeben sah.
So blieb die Gloucester unter Howard Kelly der einzige Verfolger der Mittelmeerdivision. Die Breslau war ihr im Lauf der Verfolgung schon mehrfach sehr nahegekommen, ohne das Feuer zu eröffnen. Seit dem Morgen liefen die deutschen Schiffe wieder beieinander. Souchon hatte die Breslau nach hinten befohlen und ließ sie langsamer laufen, um mit dem Schlachtkreuzer einen Vorsprung zu gewinnen. Er plante einen Überfall auf den verfolgenden Kreuzer im Schutz der griechischen Inseln. Milne hatte inzwischen Kelly befohlen, die Verfolgung auf der Höhe von Kap Matapan abzubrechen, um nicht in diese Gefahr zu geraten. Er schloss gegen 13:30 Uhr näher zur Breslau auf und eröffnete das Feuer, das sofort erwidert wurde. Kelly hoffte, die Goeben würde zur Unterstützung der schwächeren Breslau wenden. Die Breslau erhielt einen unbedeutenden Treffer an der Wasserlinie und folgte der außer Sicht gekommenen Goeben. Die Gloucester brach kurz darauf befehlsgemäß (mit geringem Kohlenbestand und ohne Möglichkeit, die Geschwindigkeit der Breslau zu halten) die Verfolgung ab.
Souchons Absicht, die Mittelmeerdivision möglichst unversehrt in die Türkei zu überführen, ließ ihn auf Angriffe auf die britischen Schiffe verzichten. Er fuhr zum zweiten vorbestellten Kohlendampfer (der Bogadyr der DLL bei der Insel Denoussa) und kohlte dort am 9. August. Am 10. August lief er mit seinen Schiffen gegen 17.00 Uhr in die Dardanellen ein und lief mit türkischer Erlaubnis nach Konstantinopel. Milne war am 8. August mit den drei Schlachtkreuzern und dem leichten Kreuzer Weymouth in die Ägäis gefolgt, ohne die Deutschen ernsthaft zu verfolgen.
Die Deutschen beendeten diese Operation erfolgreich.  Laut Winston Churchill war es das wichtigste Ereignis auf See des Ersten Weltkrieges. Die beiden britischen Admirale führten nie wieder ein Kommando auf See. Troubridge musste sich vor einem Kriegsgericht verantworten, wurde aber freigesprochen.

#### Übernahme in den türkischen Dienst

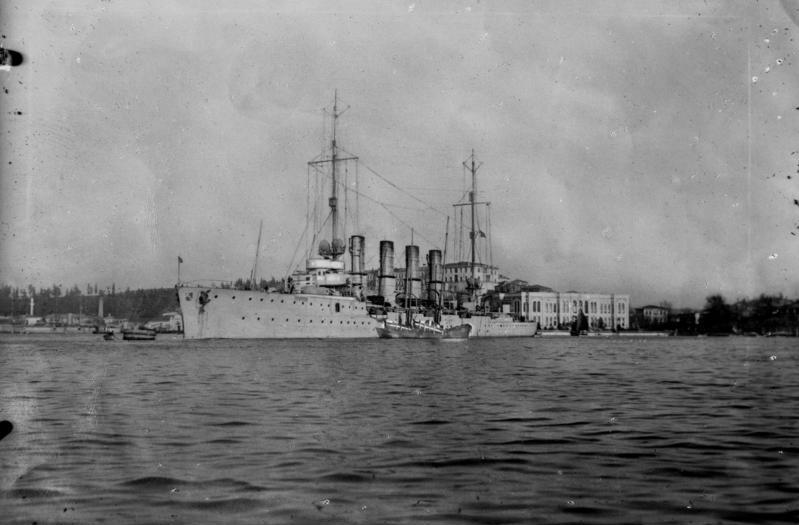
Der Kreuzer unter türkischer Flagge

Beide Schiffe wurden offiziell an die Türkei verkauft.
Der Verkauf wurde als Ersatzlieferung für die von Großbritannien beschlagnahmten Linienschiffe dargestellt, die das Osmanische Reich bei britischen Werften in Auftrag gegeben hatte. Am 2. August 1914 sollte die fertiggestellte Reshadije von der türkischen Mannschaft übernommen werden. Eine Stunde vor der Übergabezeremonie besetzten aber britische Truppen das Schiff und internierten die türkische Besatzung. Gleichzeitig geschah dies auch auf dem anderen für das Osmanische Reich fertiggestellten Schlachtschiff, der Sultan Osman I. Sie kamen als Erin und Agincourt in britischen Dienst.
Am 16. August 1914 wurde die Breslau unter der osmanischen Flagge als Midilli – nach der Hauptstadt der 1913 an Griechenland verlorenen Insel Lesbos, Mytilini – in Dienst gestellt. Die deutsche Besatzung blieb an Bord; sie trug nun den Fes als offizielle Kopfbedeckung. Die Übertragung der Goeben und der Breslau an die osmanische Marine trug entscheidend zum Eintritt der Türkei auf Seite der Mittelmächte in den Krieg bei. Admiral Souchon wurde zum Oberbefehlshaber der osmanischen Kriegsmarine ernannt und blieb es bis 1917.

#### Einsätze unter osmanischer Flagge
Am 29. Oktober 1914 überfiel Souchon mit der in Yavuz Sultan Selim umbenannten Goeben, der Midilli und weiteren türkischen Schiffen im Schwarzen Meer die russischen Häfen Noworossijsk, Odessa und Sewastopol. Die Midilli und die Berk-i Satvet beschossen Noworossijsk: 14 Dampfschiffe wurden im Hafen versenkt, die britische Friederike wurde beschädigt, 40 Öltanks wurden in Brand geschossen und die Funkstation wurde außer Betrieb gesetzt. Der Angriff führte zur Kriegserklärung Russlands an das Osmanische Reich am 2. November 1914 und am 3. November zum Angriff der Royal Navy auf die Dardanellen.
Am 16. November begleitete die Midilli einen türkischen Geleitzug entlang der türkischen Schwarzmeerküste, nachdem die russische Schwarzmeerflotte erfolgreich türkische Frachtschiffe angegriffen hatte. Am 18. November hatte sie auf zur ebenfalls in See befindlichen Goeben aufgeschlossen, als sie bei dichtem Nebel plötzlich auf die russische Flotte trafen. Beide Seiten eröffneten sofort das Feuer. Die Goeben erhielt einen Treffer und es musste ein Magazin geflutet werden. Das russische Flaggschiff Jewstafi wurde viermal getroffen (33 Tote) und die Rostislaw schwer beschädigt.

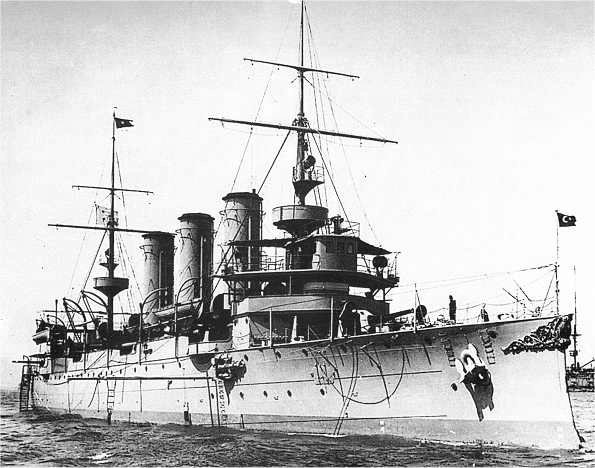
Die Hamidiye

Im November und Dezember begleiteten die Midilli und der Leichte Kreuzer Hamidiye mehrfach Truppentransporte an die Kaukasusfront. Am 23. Dezember sichtete sie alleinmarschierend um 4.00 Uhr die russische Flotte. Im Licht ihres Suchscheinwerfers konnte sie die als Blockschiff für Zonguldak vorgesehene Prise Athos ex DLL versenken, eine Salve auf ein russisches Linienschiff abgeben und dann ablaufen.
Am 3. April 1915 lief die Midilli mit der nach einem Minentreffer im Dezember reparierten Goeben aus dem Bosporus aus, um die Rückkehr der Kreuzer Hamidiye und Mecidiye zu decken, die Nikolajew beschießen sollten. Die Mecidiye erlitt einen Minentreffer und sank; der Angriff wurde abgebrochen. Dennoch liefen die ehemals deutschen Schiffe nach Sewastopol, wo sie vor dem Hafen zwei Frachter versenkten, obwohl die russische Flotte auslief. Beide Schiffe zogen sich vor den auslaufenden sechs Linienschiffen, zwei Kreuzern und fünf Zerstörern langsam zurück, um der Hamidiye Zeit für den Rückmarsch mit den Überlebenden der Mecidiye zu geben. Als die Russen näherkamen, legte die Midilli einen dichten Rauchschleier, unter dessen Schutz sie sich mit der Yavuz Sultan Selim zurückzog. Die Midilli ließ sich teilweise zurückfallen, um das russische Feuer auf sich zu ziehen und die Flotte zu ermutigen, an der Verfolgung festzuhalten. Bei Einbruch der Dunkelheit beschleunigten beide Schiffe ihren Rückmarsch, da sie über Funk wussten, dass die Hamidiye fast den Bosporus erreicht hatte. Die russischen Zerstörer schlossen in der Dunkelheit nah zur Yavuz Sultan Selim auf, verrieten sich jedoch durch ihren Funkverkehr, sodass sie durch die Suchscheinwerfer des Schlachtkreuzers in helles Licht getaucht wurden. Die Midilli eröffnete sofort das Feuer und schoss die beiden ersten Zerstörer zusammen; die drei hinteren ergriffen darauf die Flucht. Keiner der abgeschossenen russischen Torpedos fand sein Ziel und Souchons Hauptkampfschiffe erreichten am folgenden Mittag unbeschädigt den Bosporus.
Am 18. Juli 1915 erlitt die Midilli bei der Sicherung eines Kohletransportes einen schweren Minentreffer und war erst am 27. Februar 1916 wieder einsatzbereit. Sie verfügte jetzt über zwei 15-cm-Kanonen, um schlagkräftiger gegen russische Kreuzer zu sein.
Im März und April beförderte sie Truppen zur Landfront östlich von Trabzon. Dabei geriet sie immer wieder in Gefechtsberührung mit modernen russischen Einheiten. Am 3./4. Juli beschoss sie mit der Yavuz Sultan Selim die Hafenanlagen von Tuapse. Danach wurde der einer Grundreparatur unterzogen und auf der Midilli wurden die restlichen 10,5-cm- gegen 15-cm-Kanonen getauscht sowie eine Ölzusatzfeuerung eingebaut, da die türkische Marine unter Kohlenmangel litt. Ab April 1917 folgten bis zum Waffenstillstand am 25. Juni weitere Einsätze im Schwarzen Meer gegen die russische Schwarzmeerflotte und zur Sicherung der Kohletransporte bis November 1917 (darunter das Ausbringen von Minensperren und ein Gefecht mit dem russischen Großkampfschiff Jekaterina II).

#### Gefecht bei Imbros
Am 20. Januar 1918 unternahmen die Yavuz Sultan Selim und die Midilli unter dem neuen Befehlshaber Hubert von Rebeur-Paschwitz einen Ausfall aus den Dardanellen und trafen dabei auf britische Einheiten in der Nähe der Insel Imbros. Die Monitore M28 und Raglan wurden versenkt, aber die türkische Flottille geriet in ein Minenfeld. Die Midilli sank nach fünf Minentreffern; die Yavuz Sultan Selim konnte trotz dreier Minentreffer in die Dardanellen zurückkehren und dort auf Grund gesetzt werden. Von der Besatzung der Midilli überlebten nur 133 Mann; 330 starben.

## Kommandanten
| Mai 1912 bis September 1913  | Fregattenkapitän Leberecht von Klitzing                 |
| Mai 1913 bis August 1913     | Kapitänleutnant Wilfried von Loewenfeld (in Vertretung) |
| Oktober 1913 bis Januar 1915 | Fregattenkapitän Paul Kettner                           |
| Januar bis Februar 1915      | Korvettenkapitän Rudolf Madlung                         |
| Februar bis August 1915      | Kapitän zur See Leberecht von Klitzing                  |
| September 1915 bis Juli 1917 | Korvettenkapitän Wolfram von Knorr                      |
| August 1917 bis Januar 1918  | Fregattenkapitän / Kapitän zur See Georg von Hippel     |